# Tyloperla
Tyloperla is een geslacht van steenvliegen uit de familie borstelsteenvliegen (Perlidae). De wetenschappelijke naam van het geslacht is voor het eerst geldig gepubliceerd in 1988 door Sivec & Stark.

## Soorten
Tyloperla omvat de volgende soorten:
- Tyloperla attenuata (Wu & Claassen, 1934)
- Tyloperla catcat Cao & Bae, 2007
- Tyloperla courtneyi Stark & Sivec, 2005
- Tyloperla formosana (Okamoto, 1912)
- Tyloperla illiesi Stark & Sivec, 2005
- Tyloperla khang Stark & Sivec, 2005
- Tyloperla planistyla (Wu, 1973)
- Tyloperla sauteri (Navás, 1929)
- Tyloperla schmidi Stark & Sivec, 1991
- Tyloperla sinensis Yang & Yang, 1993
- Tyloperla trui Cao & Bae, 2007